# Alberto Estrella
Alberto Rodríguez Estrella (Guadalajara, Jalisco; 23 de setembro de 1962) é um ator mexicano. 
No Brasil ficou conhecido por interpretar o perverso vilão Maciel na telenovela No Limite da Paixão, em 2003, e o mal caráter carismático Joventino em O Que A Vida Me Roubou, 2013.  

## Telenovelas
- Mi camino es amarte (2022-2023) - Macario Hernández Loza
- La desalmada (2021) - Carmelo Murillo
- Vencer el miedo (2020) - Vicente Durán
- Ringo (2019) - Guevara
- Hasta el fin del mundo (2015) - Don
- La malquerida (2014) - Danilo Vargas
- Lo que la vida me robó (2013-2014) - Juventino Zamudio.
- Dos Hogares (2011-2012) - Participação especial como assassino de Ricardo
- Para volver a amar (2010-2011) - Rodrigo Longoria
- Niña de mi corazón (2010) - Ángel Uriel
- Alma de hierro (2008-2009) - Ángel "Angelito" Hierro Ramírez
- Pasión (2007) - Marío Fuentes
- La verdad oculta (2006) - Gustavo Balmori Genoves
- Contra viento y marea (2005) - Valente Ortigosa
- Amar otra vez (2004) - Alberto
- Entre el amor y el odio (2002) - Maciel Andrade
- Atrévete a olvidarme (2001) - Gonzalo jovem
- El noveno mandamiento (2001) -  Felipe Ruiz
- Amor Gitano (1999) - Jonás
- Alguna vez tendremos alas (1997) -  Rodolfo "Gato" Sánchez
- Las secretas intenciones (1992)
- Dulce desafío (1988) - Quiroz
- Amor en silencio (1988) - Pedro